# Imotz
Imotz är en kommun i Spanien.   Den ligger i provinsen Provincia de Navarra och regionen Navarra, i den nordöstra delen av landet, 300 km nordost om huvudstaden Madrid. Antalet invånare är 435. Arean är 42 kvadratkilometer.
Terrängen i Imotz är huvudsakligen kuperad, men åt nordväst är den platt.